# شنتارو كرامايا
شنتارو كرامايا (باليابانية: 車屋 紳太郎) (5 أبريل 1992 في كوماموتو في اليابان – )؛ هو لاعب كرة قدم ياباني سابق كان يلعب كمدافع.

## وصلات خارجية
- شنتارو كرامايا على موقع رابطة كرة القدم اليابانية للمحترفين (اليابانية)
- شنتارو كرامايا على موقع إي إس بي إن إف سي (الإنجليزية)
- شنتارو كرامايا على موقع قاعدة بيانات كرة القدم.إي يو (الإنجليزية)
- شنتارو كرامايا على موقع ناشيونال فوتبول تيمز (الإنجليزية)
- شنتارو كرامايا على موقع Soccerway.com (الإنجليزية)
- شنتارو كرامايا على موقع عالم كرة القدم.نت (الإنجليزية)
- شنتارو كرامايا على موقع كووورة